# 铁氰酸锰
铁氰酸锰是一种无机化合物，为不溶于水的红棕色粉末。

## 制备
铁氰酸锰可由铁氰酸钾和锰盐的复分解反应制备，产物从溶液中沉淀下来。

## 性质
铁氰酸锰不溶于水、酸、氨水或铵盐溶液。